# Eremiaphila brunneri
Eremiaphila brunneri è una specie di mantide religiosa appartenente al genere Eremiaphila. È conosciuta anche come mantide comune del deserto.